# Voinika, Iambol
Voinika (în bulgară Войника) este un sat în comuna Straldja, regiunea Iambol,  Bulgaria. 

## Demografie
Componența etnică a satului Voinika
     Nicio identificare (6,94%)
     Bulgari (93,05%)
     Altele (0%)
La recensământul din 2011, populația satului Voinika era de 389 locuitori. Din punct de vedere etnic, majoritatea locuitorilor (93,05%) erau bulgari. Pentru 6,94% din locuitori nu este cunoscută apartenența etnică.